# 4. новембар
4. новембар (4.11.) је 308. дан године по грегоријанском календару (309. у преступној години). До краја године има још 57 дана.

## Догађаји
- 1307 — Швајцарска Конфедерација је прогласила независност од Аустрије.
- 1576 — Шпанија је заузела Антверпен током Осамдесетогодишњег рата.
- 1780 — Тупак Амару II је повео устанак Ајмара, Кечуа и местика против шпанске власти у Вицекраљевству Перу.
- 1814 — Проглашен је устав Норвешке, којим је та земља постала независна краљевина, везана за Шведску персоналном унијом.
- 1890 — У Лондону је отворена прва линија подземне електричне железнице у свету.
- 1917 — Завршена је битка код Капорета италијанским поразом и повлачењем италијанске војске све до реке Пијаве.
- 1931 — Друштво народа оптужило је Јапан због агресије на Манџурију. Због осуде светске јавности, Јапан је напустио Друштво народа у марту 1933.
- 1939 — На предлог председника Френклина Рузвелта, амерички Конгрес је донео закон Плати па носи о продаји ратног материјала.
- 1942 — Завршена је друга битка код Ел Аламејна у Другом светском рату у којој су Британаца под командом генерала Бернарда Монтгомерија поразили немачко-италијански Афрички корпус генерала Ервина Ромела. Тиме је отворен пут искрцавању Савезника у северној Африци.
- 1942 — Бихаћ су координираном акцијом заузеле партизанске снаге из Хрватске и БиХ у Бихаћкој операцији.
- 1946 — Основан је УНЕСКО (Организација УН за образовање, науку и културу).
- 1956 — Совјетске трупе су заузеле Будимпешту током гушења побуне у Мађарској, а за новог премијера постављен је Јанош Кадар.
- 1956 — Генерална скупштина УН усвојила је резолуцију о слању мировних снага на Блиски исток.
- 1966 — Река Арно је поплавила Фиренцу, оставивши на хиљаде људи без дома и уништивши или оштетивши милионе књига и слика.
- 1970 — Салвадор Аљенде је ступио на место председника Чилеа, као први марксиста који је постао први председник неке латиноамеричке државе изабран на изборима.
- 1976 — Велика Британија је предложила независност Јужне Родезије под владавином црначке већине од 1. марта 1978.
- 1979 — На хиљаде иранских студената је заузело америчку амбасаду у Техерану, започевши 444 дана дугу талачку кризу.
- 1980 — Републиканац Роналд Реган изабран је за председника САД који је на положају остао два мандата пошто је добио и изборе 1984. године.
- 1983 — У Либану је погинуло више од 40 израелских војника у детонацији камиона напуњеног експлозивом коју је изазвао арапски терориста-самоубица.
- 1984 — У Тексасу се отвара фирма "PC's Limited" која је данас позната под именом "Dell"
- 1991 — Корасон Акино је дала председнички опроштај бившој првој дами Филипина Имелди Маркос и дозволила јој да се врати из изгнанства.
- 1991 — Завршава се шаховски турнир у Тилбургу, Холандија. Побеђује Гари Каспаров.
- 1995 — У Тел Авиву је убијен израелски премијер Јицак Рабин, који је по доласку на власт 1992. почео процес помирења са Арапима. Атентат је извршио израелски екстремиста Јигал Амир, након мировног скупа на којем је учествовао премијер.
- 1998 — Након краћег примирја, на Космету су обновљени сукоби српских снага безбедности и наоружаних група косовских Албанаца.
- 1998 — Завршен шаховски турнир у Тилбургу, Холандија. Победио је Вишванатан Ананд.
- 2000 — У Београду је изабрана нова влада СР Југославије, прва од 1990. у којој не учествују чланови Социјалистичке партије Србије Слободана Милошевића.
- 2002 — Кина и десет држава чланица АСЕАН-а, потписале су уговор којим је основана највећа бесцаринска трговинска зона на свету, са преко 1,7 милијарди људи.
- 2004 — Сједињене Америчке Државе признале су Македонији њено уставно име Република Македонија.
- 2008 — На изборима за председника САД, убедљивом већином изабран је Барак Обама, први Афроамериканац на тој функцији.
- 2012 — Угашена ТВ Авала у 20:00 часова.

## Рођења
- 1861 — Ђорђе Генчић, српски индустријалац и политичар, градоначелник Ниша, политички вођа завере против краља Александра Обреновића. (прем. 1938)
- 1868 — Бел Отеро, шпанска плесачица, певачица, глумица и куртизана. (прем. 1965)
- 1905 — Драгутин Тадијановић, хрватски песник. (прем. 2007)
- 1908 — Џозеф Ротблат, пољско-британски физичар, добитник Нобелове награде за мир (1995). (прем. 2005)
- 1913 — Гиг Јанг, амерички глумац. (прем. 1978)
- 1916 — Рут Хандлер, америчка предузетница, оснивачица фирме за производњу играчака Mattel Inc. и изумитељка лутке Барбике. (прем. 2002)
- 1918 — Арт Карни, амерички глумац и комичар. (прем. 2003)
- 1929 — Мира Бањац, српска глумица.
- 1942 — Рудолф Белин, хрватски фудбалер и фудбалски тренер.
- 1953 — Марина Туцаковић, српски текстописац. (прем. 2021)
- 1959 — Дејан Цукић, српски музичар, новинар, писац и преводилац.
- 1960 — Кети Грифин, америчка глумица и комичарка.
- 1966 — Горан Рађеновић, српски ватерполиста и ватерполо тренер.
- 1967 — Милан Ђурђевић, српски фудбалер.
- 1969 — Метју Маконахеј, амерички глумац и продуцент.
- 1970 — Драган Аничић, српски фудбалер и фудбалски тренер.
- 1970 — Малена Ернман, шведска оперска певачица.
- 1972 — Луис Фиго, португалски фудбалер.
- 1973 — Бојан Димитријевић, српски глумац.
- 1985 — Марсел Јансен, немачки фудбалер.
- 1991 — Адријана Чечик, америчка порнографска глумица.
- 1998 — Ашраф Хакими, марокански фудбалер.

## Смрти
- 1847 — Феликс Менделсон, немачки композитор и диригент. (рођ. 1809)
- 1918 — Вилфред Овен, енглески писац. (рођ. 1893)
- 1932 — Марко Т. Леко, српски хемичар, ректор Велике школе, академик и председник Црвеног крста. (рођ. 1853).
- 1942 — Жарко Зрењанин члан ЦК КПЈ, политички секретар Покрајинског комитета КПЈ за Војводину, организатор устанка у Војводини и народни херој Југославије. (рођ. 1902)
- 1956 — Милоје Васић, српски археолог. (рођ. 1869)
- 1985 — Драгољуб Алексић акробата, филмски сценариста, редитељ, продуцент и глумац. (рођ. 1910)
- 1995 — Јицак Рабин, израелски премијер и политичар (рођ. 1922)
- 2011 — Норман Фостер Ремзи мл., амерички физичар, добитник Нобелове награде за физику. (рођ. 1915)
- 2018 — Бранко Радаковић, српски редитељ, глумац, рок музичар и мултимедијални уметник (рођ. 1982)

## Празници и дани сећања
- 1307 — Швајцарска Конфедерација је прогласила независност од Аустрије.

Српска православна црква данас прославља
- Свети равноапостолни Аверкије Јерапољски
- Преподобни Лот